# Taichang-kejsaren
Taichang-kejsaren (泰昌帝) 28 augusti 1582 – 26 september 1620) var en kinesisk kejsare under Mingdynastin. Hans ursprungliga namn var Zhu Changluo (kinesiska: 朱常洛?, pinyin: Zhū Chángluò), namnet Taichang kommer av namnet på hans regeringsperiod, Tàichāng (泰昌). I Kina går han dessutom under sitt postuma namn Zhēndì (貞帝) och sitt så kallade tempelnamn, Guāngzōng (光宗). 
Taichang-kejsarens tid vid tronen blev extremt kort. Han dog i sviterna av en diarré mindre än en månad efter trontillträdet. Hans son Zhu Youxiao tog över efter honom som Tianqi-kejsaren.